# Altopiano di Mộc Châu
L'altopiano di Mộc Châu è un altopiano del Vietnam nord-occidentale situato nella provincia di Sơn La. Ha un'altitudine media di 1050 m ed è caratterizzato da un clima temperato e da un suolo estremamente fertile, che favorisce lo sviluppo di piante di tè, alberi da frutta (prugne, pesche) e l'allevamento di vacche da latte.
L'altopiano di Mộc Châu si trova a circa 200 km da Hanoi lungo l'Autostrada 6. È abitato soprattutto da thái e da popolazioni della minoranza etnica hmong. Il 1º settembre di ogni anno, le persone provenienti da tutto il nord-ovest del Vietnam si concentrano nella città di Mộc Châu per una festa speciale. Tuttavia, su tutto l'altopiano lo infrastrutture turistiche sono pressoché carenti.